# STS-122
إس تي إس-122 (بالإنجليزية: STS-122)‏ الرحلة الحادية والعشرون بعد المائة ضمن برنامج مكوك الفضاء لوكالة ناسا، والرحلة التاسعة والعشرون على متن مكوك الفضاء أتلانتيس، انطلقت الرحلة في 7 فبراير سنة 2008 من مركز كينيدي للفضاء ، وهبطت بتاريخ 22 فبراير في مركز كينيدي أيضاً، بعد إثنى عشر يوماً و18 ساعة مكثتها الرحلة في الفضاء، تم خلال الرحلة الرسو على محطة الفضاء الدولية في المهمة رقم 24 لمكوك أمريكي للمحطة، وتم خلال الرحلة تسليم مختبر العلوم كولومبوس الذي بني من قبل وكالة الفضاء الأوروبية للمحطة، وإجراء مهمة صيانة لمرصد هابل الفضائي، بلغ عدد الرواد المشاركين في الرحلة سبعة رواد من بينهم رائد فضاء ألماني وآخر فرنسي بالإضافة إلى خمسة أمريكيون.